# Erdőbénye
Erdőbénye là một thị trấn thuộc hạt Borsod-Abaúj-Zemplén, Hungary. Thị trấn này có diện tích 45,79 km², dân số năm 2010 là 1058 người, mật độ 23 người/km².